# Hecho económico
Un hecho económico, o  fenómeno económico, pues en realidad sólo existen cuatro tipos de fenómenos a saber: naturales, sociales, físicos y paranormales. El hecho económico es la representación y reconocimiento de un fenómeno social o natural con incidencia o impacto económico, este acontecimiento o proceso observable está relacionado con la economía de la sociedad. 
Los hechos económicos son los que se relacionan con actividades que los hombres desarrollan, no aisladamente sino como miembros de grupos humanos lo cual nos autoriza calificarlos de sociales. Son aquellos hechos que los mismos hombres despliegan en sus esfuerzos para procurarse medios de satisfacción que no pueden allegarse de manera gratuita. Se trata de hechos cuantificables, medibles y reducibles a números.
Estos hechos pueden agruparse en tres categorías:
1.- Los hechos relativos a la transformación por conducto del trabajo humano, de la materia prima en productos listos para usarse;
2.- Los hechos referentes al traslado de esos mismos productos hacia el lugar donde se les necesitan;
3.- Los hechos que se refieren a la aplicación de tales productos al fin que se les destina.
Podemos considerar como temas de estudio de los economistas estos tres rubros: Producción, Cambio y Consumo.
Los hechos económicos tienen varias características:
- Reconocen actividades sociales
- Representan los medios necesarios para satisfacer las necesidades de la sociedad
- Miden cualitativa y cuantitativa-mente la realidad económica.
- Se refieren a las siguientes actividades básicas del ciclo económico: producción, distribución, intercambio y consumo de bienes y servicios

Los "fenómenos económicos" se dan varios ejemplos
Desempleo